# Skepticism
A Skepticism finn funeral doom zenekar. A műfaj úttörőjének számítanak, a Thergothonnal együtt.1991-ben alakultak meg Riihimäkiban. Legelső EP-jűkön még death metalt játszottak, ám hamar áttértek a doom metal műfajra. 

## Tagok
- Matti – ének
- Jani Kekarainen – gitár
- Timo Sitomaniemi – gitár (koncerteken)
- Eero Pöyry – billentyűs hangszerek
- Lasse Pelkonen – dobfelszerelés

## Diszkográfia

### Stúdióalbumok
- Stormcrowfleet (1995)
- Lead and Aether (1998)
- Farmakon (2003)
- Alloy (2008)
- Ordeal (2015)
- Companion (2021)

### Egyéb kiadványok
- Towards My End (középlemez, 1992)
- Aeothe Kaear (demó, 1994)
- Ethere (középlemez, 1997)
- Aes (középlemez, 1999)
- The Process of Farmakon (középlemez, 2002)